# Engoulant
Un engoulant ou rageur est en architecture une extrémité sculptée en forme de gueule. Il s’agit d'une tête d’animal réel ou imaginaire sculptée sur les poutres de charpente au niveau de la sablière, de l’entrait ou des poinçons mais aussi des colonnes ou des gouttières. Souvent, les engoulants représentent des têtes de dragons mais il peut s’agir de crocodiles, loups, renards, lions, serpents, goules ou autres bestiaires à la gueule grande ouverte et aux dents acérées, représentant le mal. 
Symbolisant l’entrée de l'Enfer dont la bouche doit être fermée par un bout de l’édifice, ils « avaient un rôle apotropaïque, protéger l’édifice contre l’incursion d’esprits malfaisants s’introduisant par la toiture ».
Souvent utilisés en architecture chrétienne romane, ils ornent aussi les encadrements de porte ou de fenêtres ainsi que les poutres des maisons et châteaux.
On peut trouver des exemples d'engoulants en très bon état dans la grande salle « des pôvres » des Hospices de Beaune.

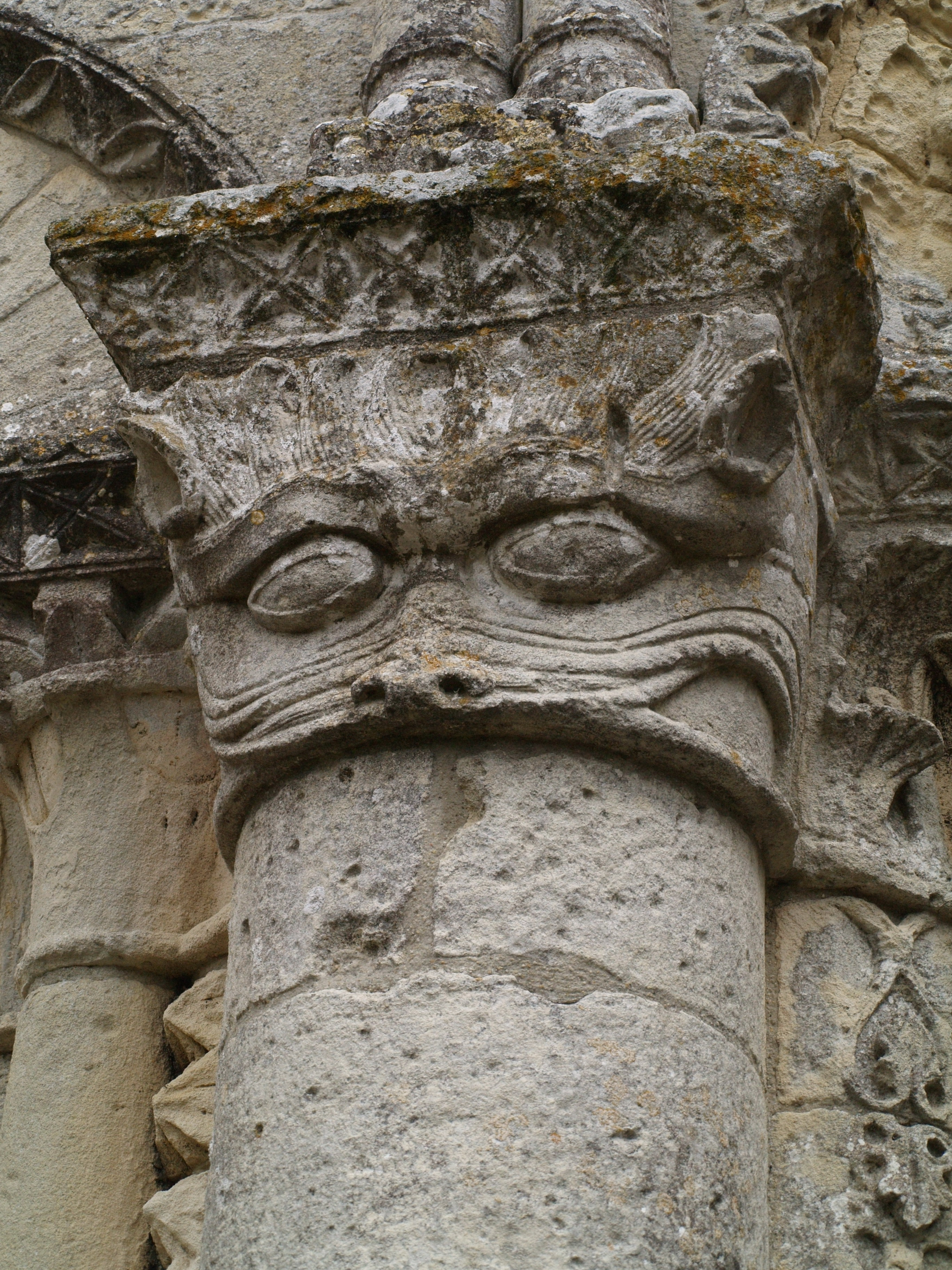
Un goule engoulant une colonne, église Notre-Dame d'Échillais.
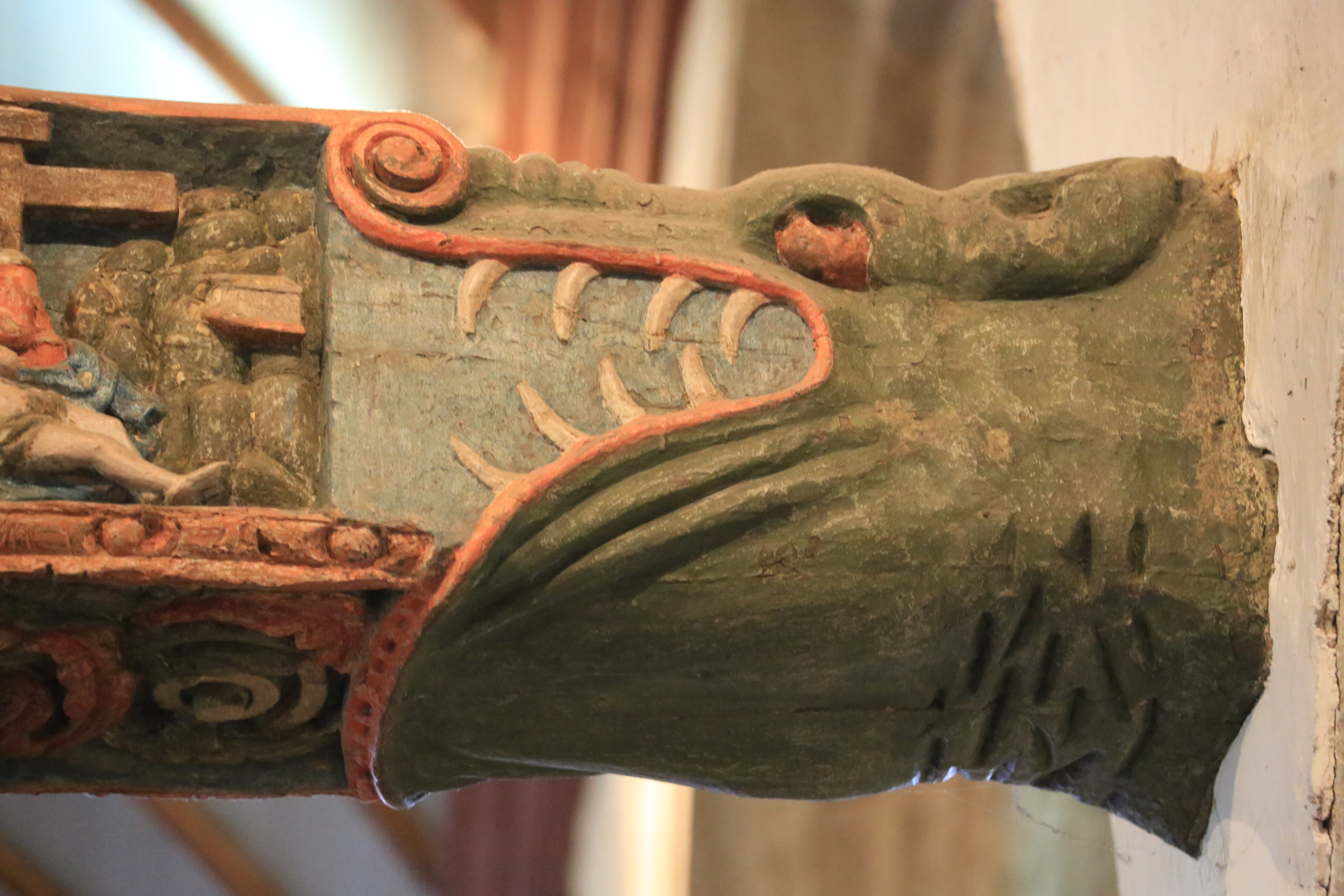
Un rageur engoulant une poutre au niveau de l'entrait, église Notre-Dame de Lampaul-Guimiliau.
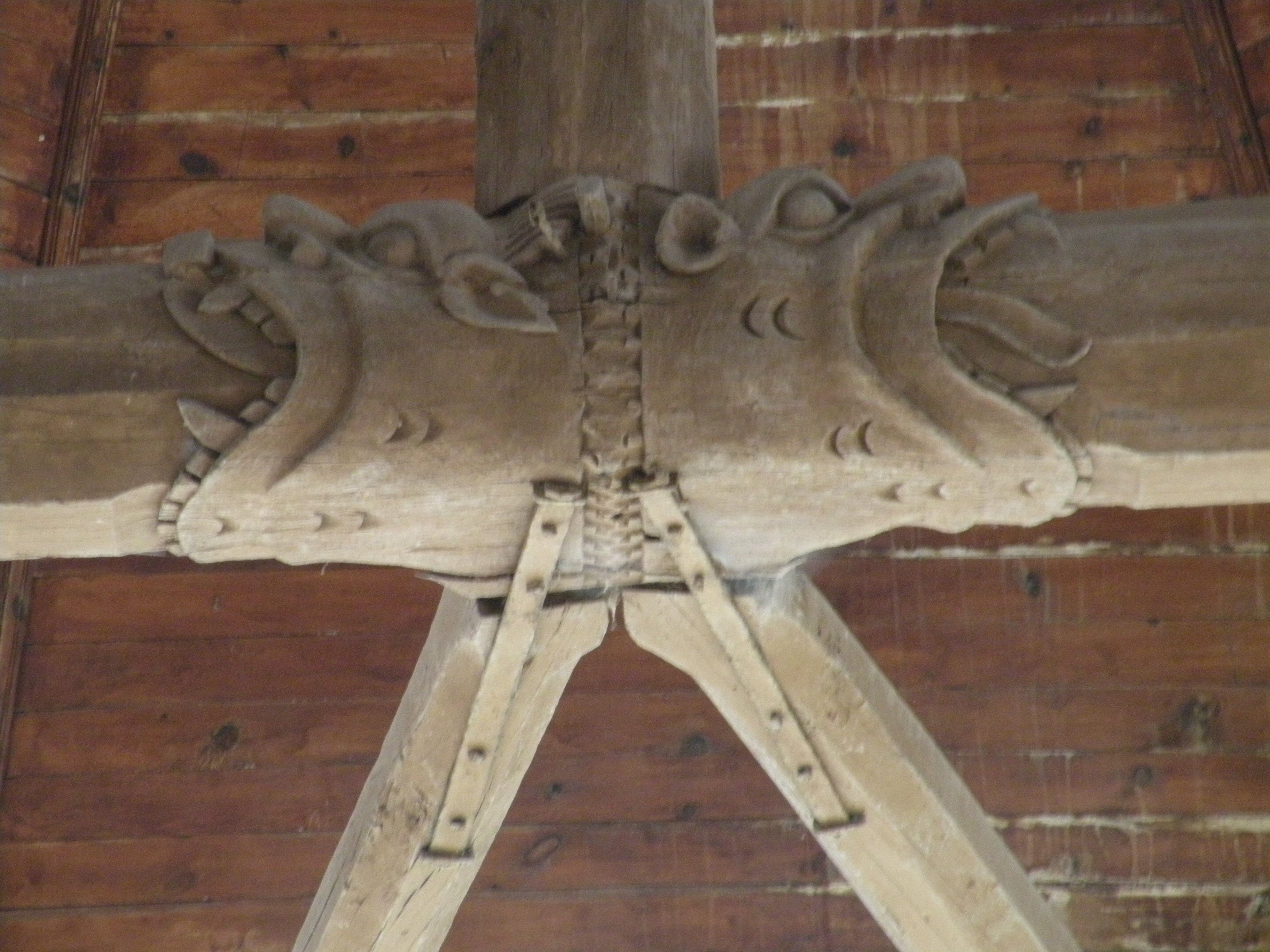
Deux dragons engoulant une poutre au niveau du poinçon, église Notre-Dame de Mortefontaine-en-Thelle.
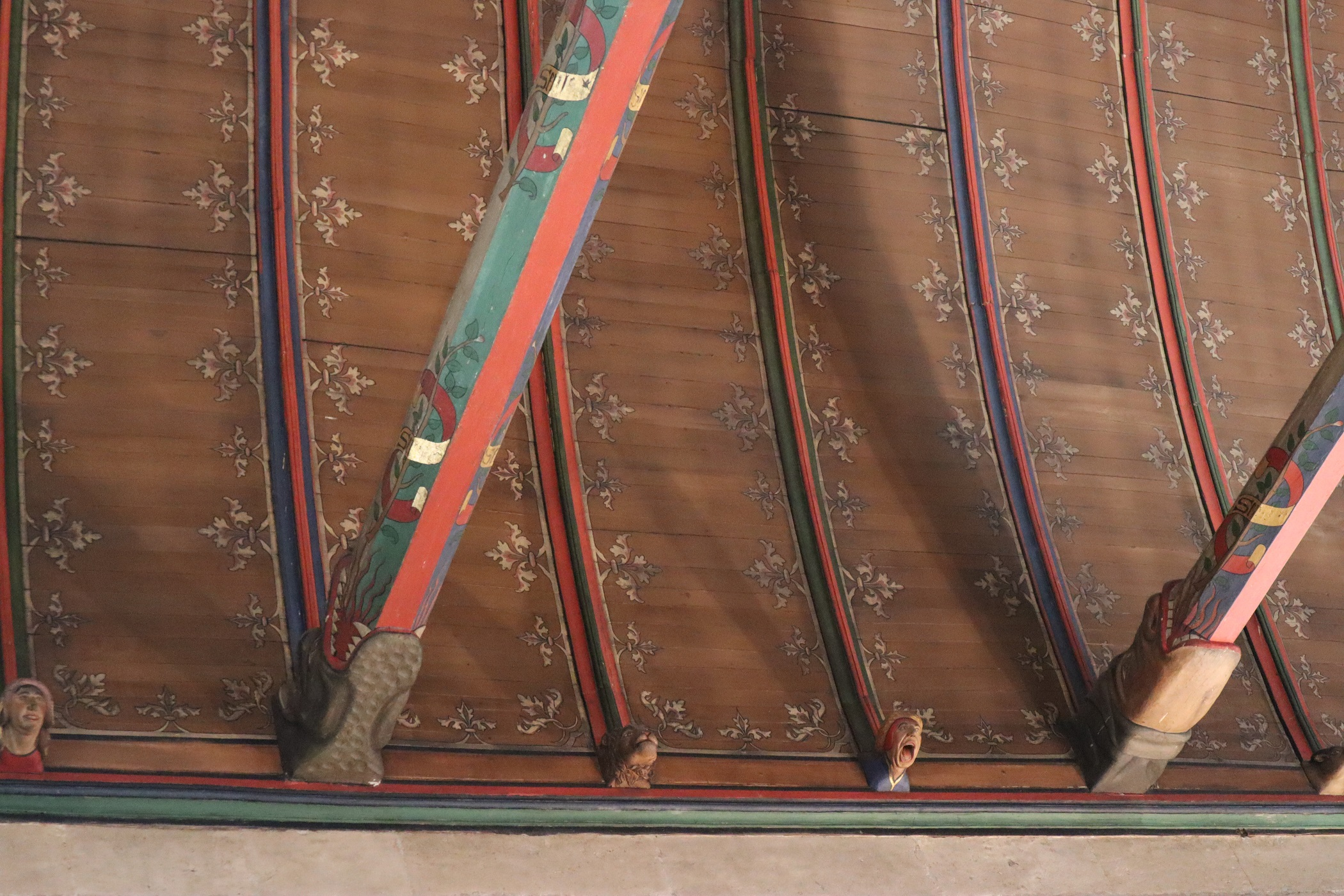
La grande salle « des pôvres » des Hospices de Beaune.
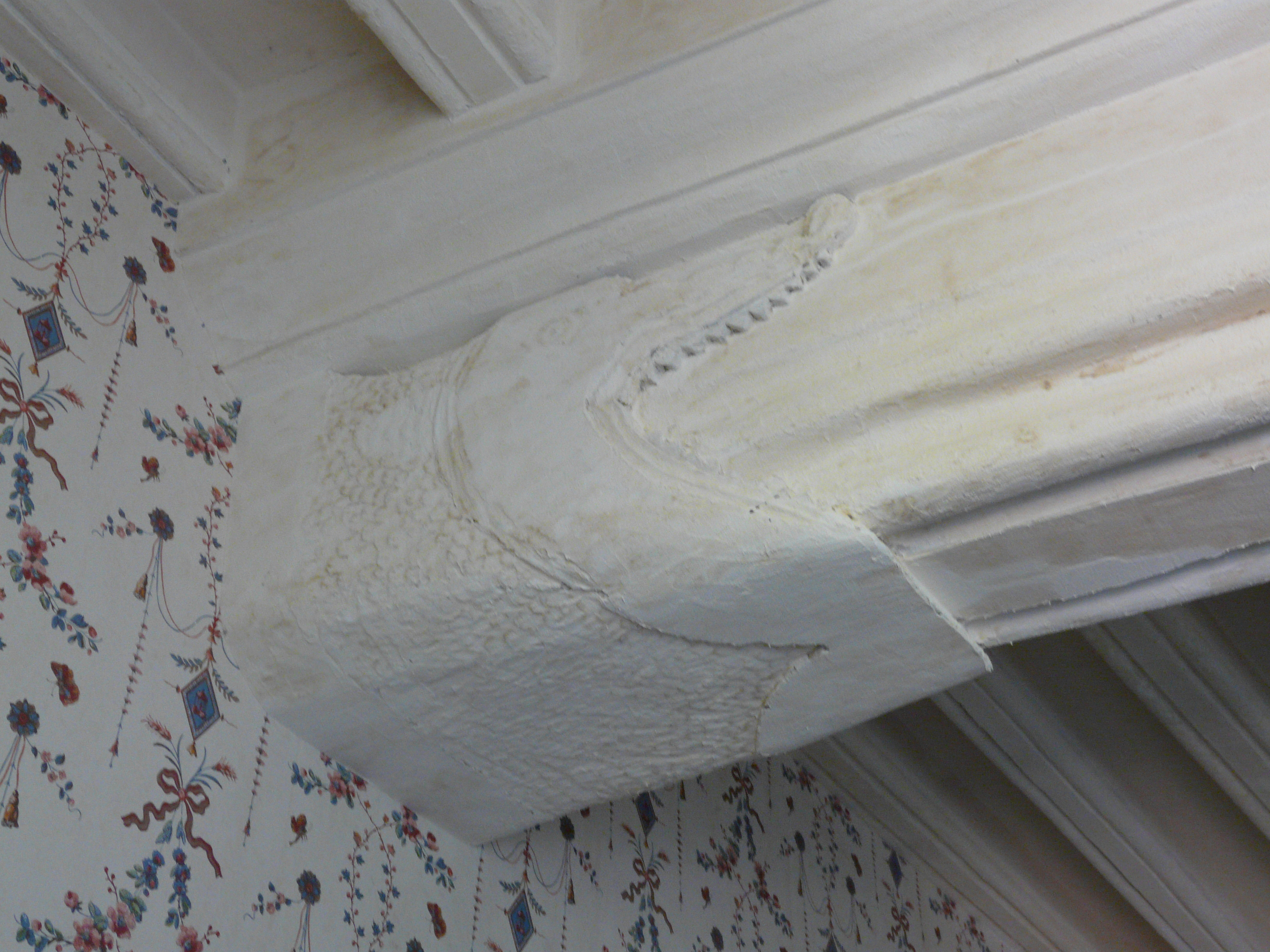
Dans une chambre de l'aile est du château de Villemolin.
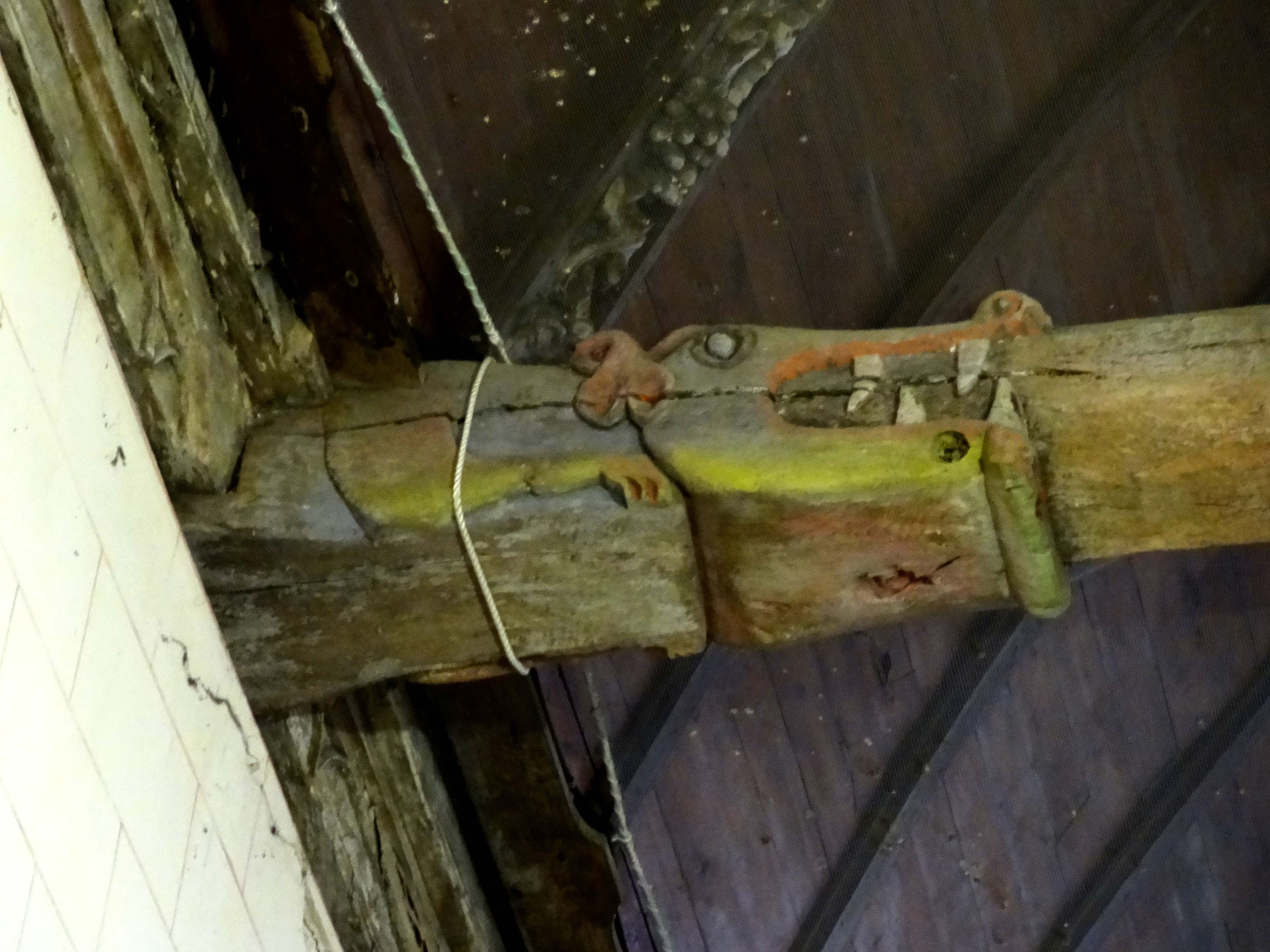
Dans l'église Saint-Martin d'Amblainville.
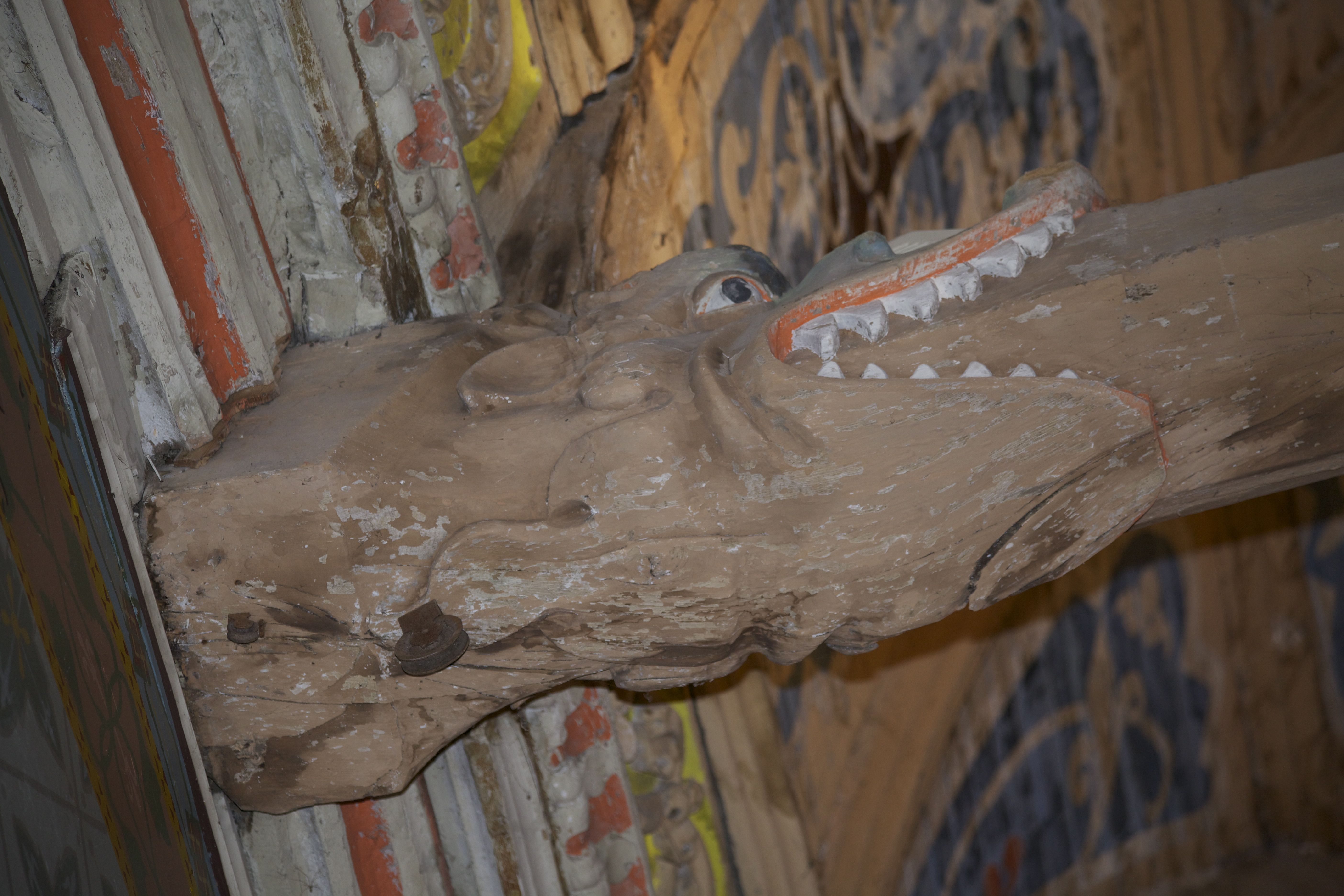
Dans l'église Saint-Sulpice d'Heudicourt.
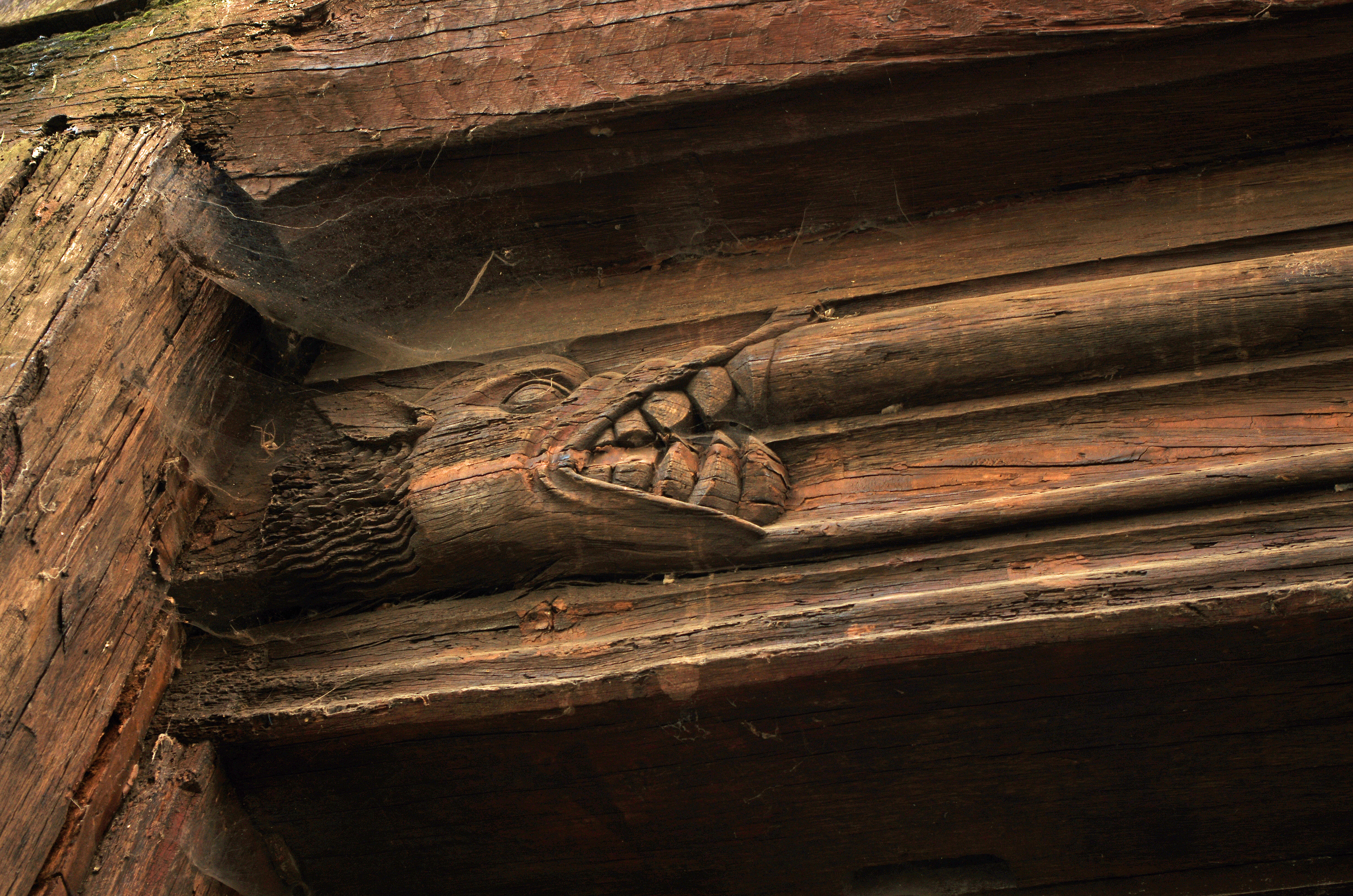
Dans la maison aux Dragons engoulants à Chinon.

En héraldique, il s'agit d'une tête avalant un autre élément.

Dragons engoulant une bande.
Une guivre engoulant un enfant.